# Dorfkirche Mützlitz

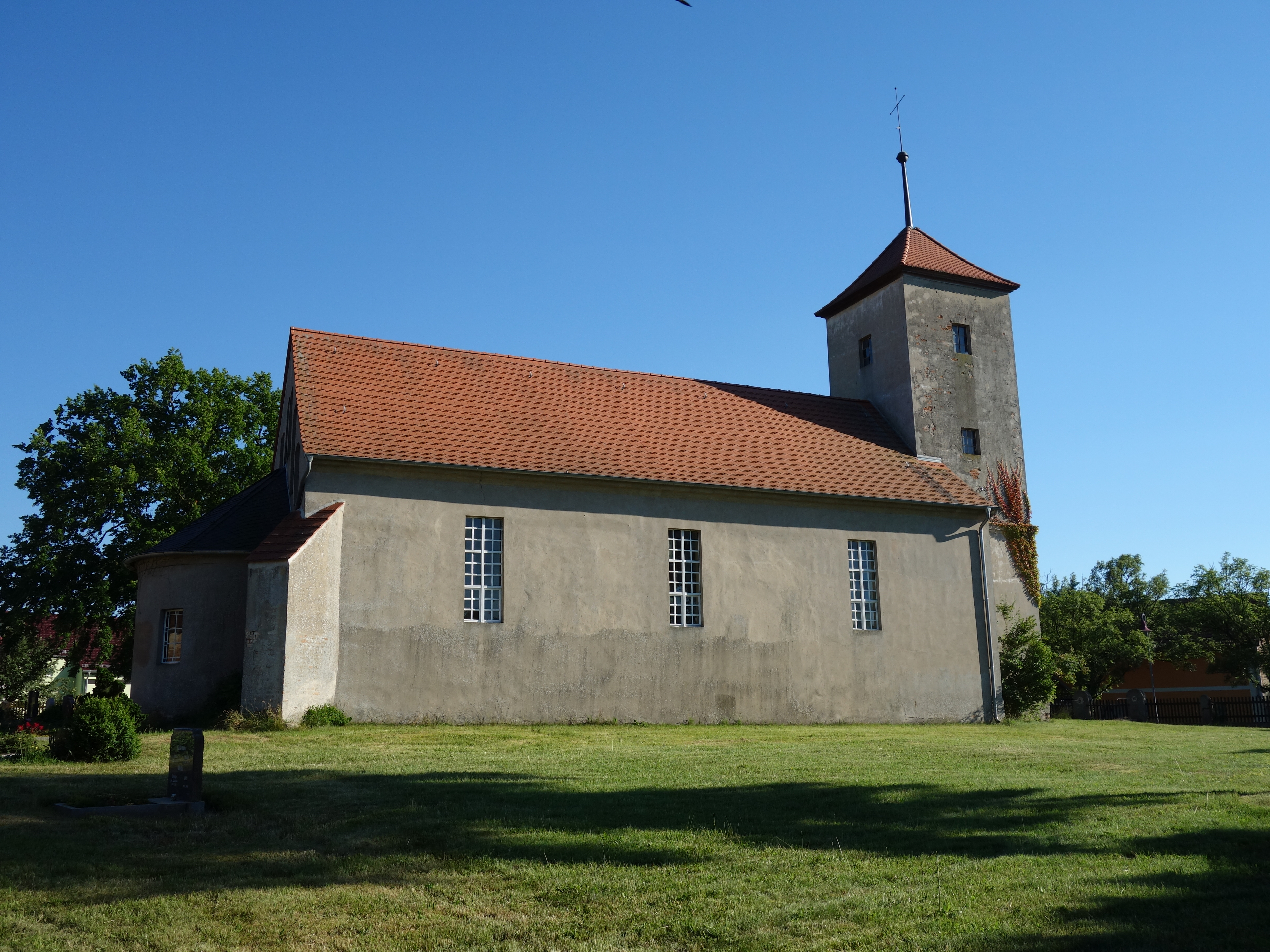
Dorfkirche Mützlitz

Die evangelische Dorfkirche Mützlitz steht in
Mützlitz, einem Ortsteil der Gemeinde Nennhausen im Landkreis Havelland von Brandenburg. Sie gehört zur Kirchengemeinde Nennhausen im Kirchenkreis Nauen-Rathenow der Evangelischen Kirche Berlin-Brandenburg-schlesische Oberlausitz.

## Beschreibung
Die verputzte Saalkirche wurde 1828 erbaut, nachdem ihr Vorgängerbau 1826 vollständig abgebrannt war. Sie besteht aus einem quadratischen Kirchturm im Westen, dessen Aufbau 1836 abgeschlossen wurde. In seinem Glockenstuhl hängen drei Kirchenglocken, von denen die 1828 von Friedrich Wilhelm III. gestiftete nicht mehr benutzt wird. Da die Kirche 1869 nicht mehr ausreichte, wurde 1869/79 das Langhaus, das im Osten an den Ecken von Strebepfeilern des Vorgängerbaus gestützt wird, verlängert. Zwischen den Strebepfeilern wurde in der Mitte des 19. Jahrhunderts eine halbrunde Apsis angefügt. Im Innenraum wurden an drei Seiten Emporen eingebaut. Bei einer Renovierung in den 1960er Jahren wurde unter der Empore im Westen eine Winterkirche abgeteilt. Die Orgel wurde 1829 von Johann Friedrich Turley gebaut.